# نيشان الرجاء الصالح
وسام الرجاء الصالح أو وسام رأس الرجاء الصالح هو نظام استحقاق خامد لجمهورية جنوب إفريقيا.

## تاريخ
تأسس وسام الرجاء الصالح في عام 1973 ، من قبل الحكومة الجمهورية لجنوب إفريقيا ، لمنح أولئك الذين تميزوا في تعزيز العلاقات الدولية وتوعية المصلحة العامة تجاه جنوب إفريقيا. تم إلغاؤه في عام 2002.
وكان الرئيس نلسون مانديلا قد أعلن عزمه على إصلاح الأمر. رأت حكومة جنوب إفريقيا الجديدة في الأمر على أنه من مخلفات الفصل العنصري ، قبل كل شيء لأن الشارة كانت تعتبر أوروبية للغاية (الأشعة ، الألوان ، المرساة والشعار اللاتيني للنظام. كانت الشارة تكلف الحكومة أيضًا حوالي 11000 راند لكل مبتدئ. في مكانه تم إنشاء وسام رفاق أو تامبو .

## الطبقات
مُنحت للمواطنين الأجانب (ومن 1980 إلى 1988 ، لمواطني جنوب إفريقيا أيضًا) ، لتعزيز العلاقات الدولية مع دولة الفصل العنصري المعزولة بشكل متزايد. تم تقسيم الطلب في الأصل إلى خمس فئات: 
- الياقة الكبرى – لرؤساء الدول فقط.
- جراند كروس – لرؤساء الحكومات ووزراء الدولة والقضاة ورؤساء المجالس التشريعية ووزراء الدولة والسفراء والقادة العامين وغيرهم.
- ضابط كبير – للمشرعين والمبعوثين وكبار الضباط العسكريين وغيرهم.
- القائد – للقائم بالأعمال والقناصل العام والعقيد وغيرهم.
- ضابط – للقناصل وضباط الجيش ذوي الرتب الدنيا وغيرهم

أعيد تنظيم الترتيب عام 1988:
- جراند كروس – للخدمة الممتازة الجديرة بالتقدير (رؤساء الدول ، وفي حالات خاصة ، رؤساء الحكومات).
- ضابط كبير – للخدمة المتميزة الجديرة بالتقدير (رؤساء الحكومات ، وزراء الدولة ، القضاة ، رؤساء المجالس التشريعية ، وزراء الدولة ، السفراء ، القادة العسكريون ، وغيرهم).
- قائد – لخدمة جدارة بشكل استثنائي (مشرعون ، مبعوثون ، ضباط عسكريون كبار ، وغيرهم).
- ضابط – لخدمة جدارة (القائمون بالأعمال ، والقناصل العامون ، والعقيدون ، وغيرهم).
- عضو – لخدمة استثنائية (قناصل ، ضباط عسكريون ذوو رتب منخفضة ، وغيرهم).

## المستفيدين البارزين من Grand-Collar (قائمة غير شاملة)
- ألفريدو ستروسنر ، رئيس باراغواي عام 1974 [2]
- جون ماكين ، عضو مجلس الشيوخ عن ولاية أريزونا عام 1987

## المستفيدين البارزين من Grand-Cross (قائمة غير شاملة)
- فريدريك شين ، نائب وزير خارجية جمهورية الصين عام 1979
- فرانسوا ميتران ، رئيس فرنسا عام 1994 [3]
- روبرت موغابي ، رئيس زيمبابوي عام 1994 [3]
- إمبراطور اليابان أكيهيتو عام 1995 [4]
- الملكة اليزابيث الثانية ، ملكة جنوب أفريقيا السابقة عام 1995 [4]
- زين العابدين بن علي ، رئيس تونس عام 1995 [4]
- يواكيم شيسانو ، رئيس موزمبيق عام 1995 [4]
- الملك مسواتي الثالث ملك سوازيلاند عام 1995 [4]
- الشيخ عيسى بن سلمان آل خليفة ( البحرين ) عام 1995 [4]
- الشيخ زايد بن سلطان آل نهيان ( الإمارات العربية المتحدة ) عام 1995 [4]
- الملكة مارغريت الثانية ملكة الدنمارك في عام 1996 [5]
- بياتريكس ملكة هولندا عام 1996 [5]
- جاك شيراك ، رئيس فرنسا عام 1996 [5]
- سام نجوما ، رئيس ناميبيا في عام 1996 [5]
- معمر القذافي زعيم ليبيا عام 1997 [6]
- حسني مبارك ، رئيس مصر عام 1997 [6]
- الملك كارل غوستاف السادس عشر ملك السويد عام 1997 [6]
- مارتي أهتيساري ، رئيس فنلندا عام 1997 [6]
- سوهارتو ، رئيس إندونيسيا في عام 1997 [6]
- يوري موسيفيني ، رئيس أوغندا عام 1997 [6]
- الملك هارالد الخامس ملك النرويج في عام 1998 [7]
- بيل كلينتون ، رئيس الولايات المتحدة الأمريكية عام 1998 [7]
- فيدل كاسترو ، رئيس كوبا في عام 1998 [7]
- ياسر عرفات عام 1998 [7]
- الملك خوان كارلوس الأول ملك إسبانيا في 1999 [8]
- صوفيا ملكة إسبانيا عام 1999 [8]
- أمير هولندا كلوز عام 1999 [8]
- السلطان قابوس بن سعيد آل سعيد ملك عمان عام 1999 [8]
- جيانغ زيمين ، رئيس الصين عام 1999 [8]
- بوريس يلتسين ، رئيس روسيا عام 1999 [8]